# Troisfontaines
Troisfontaines település Franciaországban, Moselle megyében. Lakosainak száma 1259 fő (2022. január 1.). Troisfontaines Abreschviller, Brouderdorff, Dabo, Harreberg, Hartzviller, Hommert, Plaine-de-Walsch, Voyer és Walscheid községekkel határos.

## Népesség
A település népessége az elmúlt években az alábbi módon változott:
| Lakosok száma | 1286 | 1285 | 1309 | 1272 | 1266 | 1256 | 1255 | 1250 | 1259 |
|               | 2013 | 2015 | 2016 | 2017 | 2018 | 2019 | 2020 | 2021 | 2022 |